# کیتامورا توکوکو
کیتامورا توکوکو (به ژاپنی: 北村透谷 Kitamura tōkoku)؛ زاده ۲۹ دسامبر ۱۸۶۸ (سال اول میجی) – درگذشت ۱۶ می ۱۸۹۴ (سال ۲۷ میجی) منتقد و شاعر اهل ژاپن بود. نام واقعی وی، کیتامورا مونتارو (به ژاپنی 北村門太郎) بود.او در دوره میجی، نقد ادبی مدرن و رمانتیسم مدرن را پایه‌گذاری کرد که بر شیمازاکی توسون و دیگر نویسندگان تأثیر زیادی گذاشت. وی در اوداوارا واقع در استان کاناگاوا متولد شد. در دوران کودکی از پدر و مادر خود جدا و توسط پدربزرگ سخت‌گیر و مادربزرگ ناتنی مهربانش بزرگ شد. گفته می‌شود او مادری عصبی داشت که با محدودیت‌ها و اعمالش، بعدها تأثیر زیادی بر شکل‌گیری شخصیت کیتامورا گذاشت.
در سال ۱۸۸۱ به نزدیکی سوکیاباشی توکیو نقل مکان کرده و شروع به تحصیل در دپارتمان علوم سیاسی دانشگاه سن‌مون گاککو (دانشگاه واسدا فعلی) کرد. او بخاطر دیدگاه‌های سیاسی تندرویانه از این دانشگاه اخراج و در توکیو آواره و سرگردان شد. وی در این دوره با سامورایی‌ها و جنگجویان منطقه تاما هم‌نشینی می‌کرد اما هنگامی که جنبش آزادی و حقوق مدنی رادیکال شد، از این کار دست کشید. در سال ۱۸۸۸ غسل تعمید شد و درهمان سال با دختر یکی از فعالان جنبش حقوق مدنی ایشیزاکا ماساتاکا، مینا ازدواج کرد. سال بعد، «اشعار یک زندانی» که شعر بلندی دربارهٔ عشق و آزادی و بخش تاریک وجود خودش بود را منتشر کرد. این اثر تا آن زمان بلندترین شعر در شعر آزاد بود. طبق گفته شخص توسون او از آثار لرد بایرون، امرسون و کارلایل تاثیر گرفته بود. همچنین مسیحی بودن همسرش تأثیر زیادی بر دیدگاه وی داشت.
کیتامورا همچنین به جنبش کوئیکرها نیز علاقه‌مند بود و در سال ۱۸۸۹ گروهی با عقاید صلح‌طلبانه به نام «انجمن صلح ژاپن» تأسیس کرد.
کیتامورا در سال ۱۸۹۰ در یک مدرسه دخترانه به عنوان معلم زبان انگلیسی استخدام شد. در سال ۱۸۹۳ او پستی را که شیمازاکی توسون در مدرسه دخترانه میجی داشت، به‌عهده گرفت.
کیتامورا با انتشار «شاعر بدبین و زنان» در سال ۱۸۹۲ وارد عرصه ادبیات شد. در سال ۱۸۹۳، وی مجله «جهان ادبی» را به همراه شیمازاکی توسون و هوشینو تنچی بنیان نهاد و به عنوان رهبر جنبش رمانتیسم در میان همفکرانش شناخته می‌شد. در اثر «شاعر بدبین و زنان»، تمایلات وی به اولویت دادن به عشق مشاهده می‌شود. برای نمونه، این جمله از اوست: «عشق، کلید اسرار زندگی است» و «تنها پس از عشق میان مرد و زن است که حقیقت جامعه آشکار می‌شود». او همچنین معتقد بود که ادبیات نباید به دنبال منافع دنیوی و سودجویانه باشد، بلکه باید درجستجوی حقایق عمیق انسانی باشد. این دیدگاه او در اثر دیگرش با عنوان «بحث دربارهٔ تعامل با زندگی» به وضوح دیده می‌شود. در کتاب «نظریه حیات درونی»، او بر اهمیت آزادی و خوشبختی در زندگی درونی انسان تأکید کرد و به کاوش در این مفاهیم پرداخت.
کیتامورا از شعر به مقاله‌نویسی روی آورد و آثاری در ستایش نگرش زندگی‌محور غرب در مقابل نگرش زندگی‌گریز بودیسم و اندیشه‌های سنتی شینتویی ژاپن نوشت. تلاش‌های وی برای کاوش در ماهیت خویشتن و توانایی‌های فردی، به ویژه در اثر مهم خود «نظریه حیات درونی» به گفته برخی، نقطه آغاز ادبیات مدرن ژاپن تلقی می‌شود.
او در سال ۱۸۹۳ مقالاتی چون «تعامل با زندگی به چه معناست»، «نظریه حیات درونی» و «ناسزاگویی» را منتشر کرد. با این حال، به دلیل تضاد میان ایده‌آل‌ها و واقعیت‌های زندگی، دچار افسردگی شد و در سال ۱۸۹۴، در ۲۵ سالگی دست به خودکشی زد. مقبره وی در معبد کوچوجی شهر اوداوارا است.

## سرگذشت
کیتامورا به عنوان پسر ارشد خانواده، از پدرش کیتامورا کایزو و مادرش یوکی، در محله توجین‌ماچی اوداوارا واقع در استان ساگامی (استان کاناگاوا فعلی) متولد شد. پدربزرگش پزشک رسمی قلمرو اوداوارا بود. اما این قلمرو بر اثر اصلاحات میجی سقوط کرد.
در سال ۱۸۷۳ (سال ۶ میجی)، برادر کوچکترش کاکیو متولد شد. کاکیو در سال ۱۸۷۹، نام خانوادگی خود را به مارویاما (با پذیرفتن وراثت این خاندان که از سامورایی‌های سابق قلمرو اوداوارا بودند) تغییر داد و بعدها به عنوان نقاش ژاپنی به نام مارویاما کوکا شناخته شد.
- زادگاه کیتامورا توکوکو
- هاماچو، شهر اوداوارا

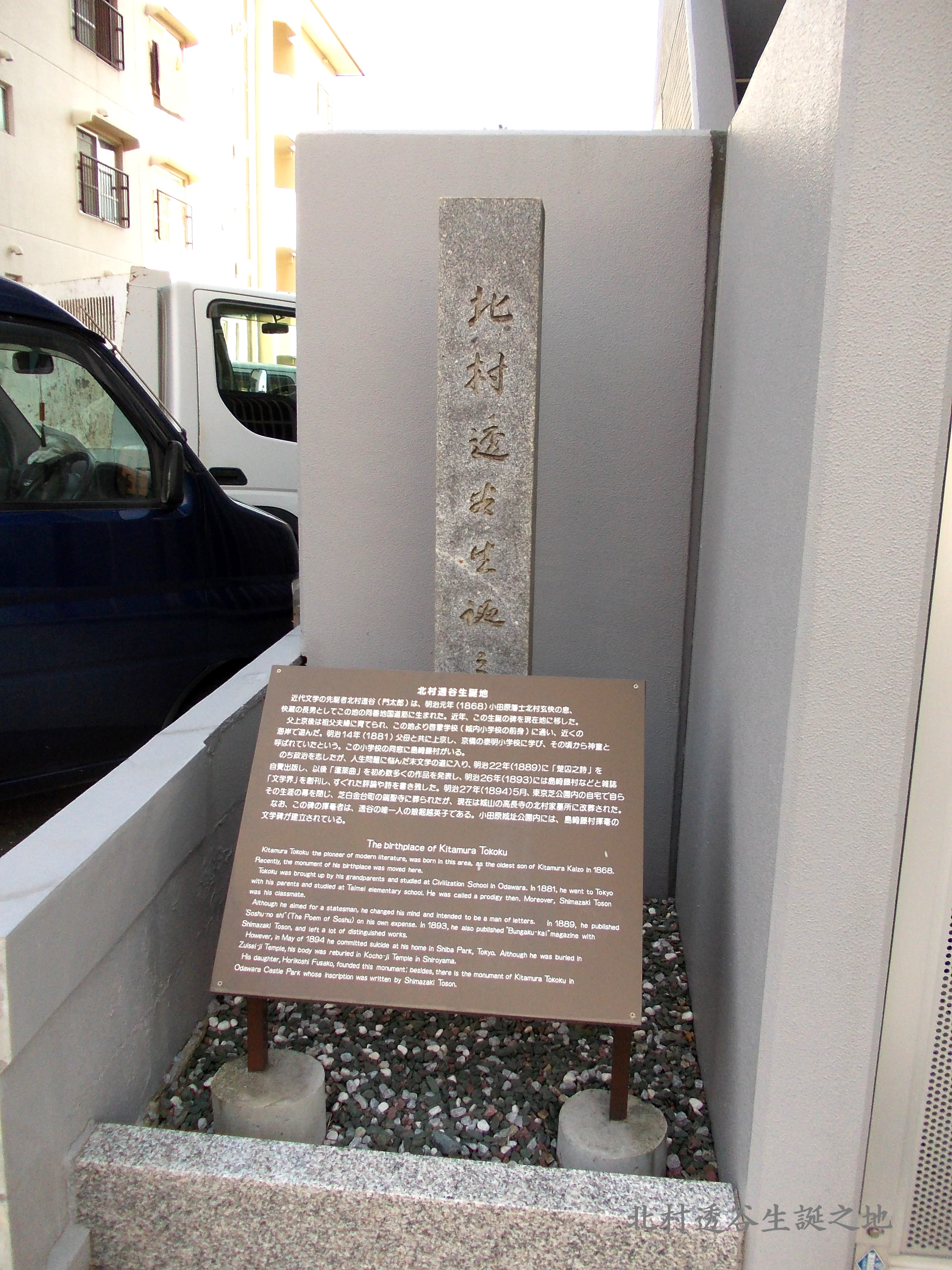

در پاییز سال ۱۸۷۳، والدین و برادرش به توکیو نقل مکان کردند و توکوکو نزد پدربزرگ و مادربزرگش در اوداوارا ماند. پدرش در وزارت دارایی مشغول به کار شد و مادرش یک مغازه کیمونوفروشی در خانه باز کرد.
در بهار سال ۱۸۷۸، به دلیل بیمار شدن پدربزرگش، خانواده‌اش دوباره به اوداوارا بازگشتند. پدرش این بار به عنوان یک کارمند در دفتر دولتی منطقه آشیگارا کامی مشغول به کار شد.
در سال ۱۸۸۱، خانواده به محله یازائمون‌چو در منطقه کیوباشی توکیو نقل‌مکان کردند. پدرش به وزارت دارایی بازگشت و مادرش با نام خانوادگی مارویاما یک فروشگاه تنباکو افتتاح کرد. توکوکو و برادرش به مدرسه ابتدایی تای‌می منتقل شدند. در همین دوره، او به شدت تحت تأثیر جنبش فعال آزادی و حقوق مدنی قرار گرفت.
در مه سال ۱۸۸۳، کیتامورا توکوکو با اویا ماسائو، یکی از فعالان جنبش آزادی و حقوق مدنی، آشنا شد و از طریق او با آکیاما کونیسابورو و ایشیزاکا ماساتاکا، از اعضای حزب لیبرال، ارتباط برقرار کرد. همچنین با پسر ماساتاکا، ایشیزاکا ماساتسوگو، دوستی نزدیکی برقرار کرد. در سپتامبر همان سال، در رشته علوم سیاسی دانشگاه سن‌مون گاکو (دانشگاه واسدا فعلی) ثبت‌نام کرد و سال بعد آن با میازاکی کوشوشی که در همین رشته مشغول به تحصیل بود آشنا شد.
در مه سال ۱۸۸۵، جناح چپ حزب لیبرال به رهبری اوی کنتارو برنامه‌ای برای انقلاب در کره مطرح کرد. در ژوئن همان سال، اویا ماسائو نیز به این برنامه پیوست و برای تأمین بودجه فعالیت‌های جنبش، پیشنهاد سرقت مسلحانه را مطرح کرد. توکوکو نیز برای مشارکت در این حرکت دعوت شد اما پس از تأمل بسیار تصمیم گرفت از جنبش جدا شود. وی در تابستان همان سال، با مینا، دختر بزرگ ایشیزاکا ماساتاکا، آشنا شد.
در سال ۱۸۸۷، با وجود اینکه مینا نامزد داشت، با او وارد رابطه عاشقانه شد. در مارس سال ۱۸۸۸ در کلیسای سوکیاباشی (کلیسای سوگامو فعلی) غسل تعمید شد و در نوامبر همان سال با مینا ازدواج کرد.
در ۹ آوریل ۱۸۸۹، مجموعه «اشعار یک زندانی» را با هزینه شخصی منتشر کرد، اما بلافاصله پس از انتشار آن پشیمان شد و کتاب‌ها را از بازار جمع‌آوری کرد. در پاییز همان سال، به عنوان مترجم جورج برس ویت، مبلغ مسیحی کوئیکری که از بریتانیا به ژاپن آمده بود، مشغول به کار شد و با او دوستی عمیقی برقرار کرد.
تحت تأثیر برس ویت بود که به ایده صلح‌طلبی علاقه‌مند شد و همراه با کاتو مانجی و دیگر افراد، انجمن صلح ژاپن را تأسیس کرد.
در نوامبر ۱۸۹۰، به عنوان معلم زبان انگلیسی در یک مدرسه دخترانه مشغول به کار شد و خانواده‌اش از محله یازائمون‌چو به پارک شیبا نقل‌مکان کردند.
در ۲۹ می ۱۸۹۱، «نغمهٔ هورای» را با هزینه شخصی منتشر کرد. در ژوئن همان سال، هنگام تماشای نمایش هملت در یوکوهاما، با تسوبوچی شویو ملاقات کرد و بعدها باز هم به دیدار او رفت.
در سال ۱۸۹۲، مقاله‌ای با عنوان «شاعر بدبین و زنان» را در «مجله زنان» منتشر کرد که توجه بسیاری را به خود جلب نمود. در همان زمان، وی به کلیسا آزابو رفت و آمد می‌کرد و تحت تأثیر ترجمه‌های دی.اف جونز، مبلّغ مسیحی آمریکایی، قرار گرفت. در ماه مارس همان سال، نشریه «صلح»، متعلق به انجمن صلح ژاپن، راه‌اندازی شد و او به عنوان سردبیر و نویسنده اصلی این نشریه فعالیت خود را آغاز کرد. در همین دوران با شیمازاکی توسون آشنا شد. در ماه ژوئن، نخستین دخترش به نام ایکو به دنیا آمد. در ماه سپتامبر، مقاله‌ای با عنوان «تحلیلی بر تحولات شگرف ذهنی» را در مجله زنان به چاپ رساند.
در فوریه سال ۱۸۹۳، او در پاسخ به مقاله‌ای از یاماجی آیزان با عنوان «بررسی شخصیت رای جو»، مقاله‌ای به نام «بحث دربارهٔ تعامل با زندگی» را در شماره‌های آغازین مجله ادبی «جهان ادبی» منتشر کرد که منجر به مناظره‌ای میان او، توکوتومی سوهو و دیگر نویسندگان شد. در ماه اوت همان سال، یکی از دانش‌آموزان سابق او در مدرسه دخترانه، به نام تومی ماتسوکو، در ۱۸ سالگی در اثر بیماری درگذشت و او ماه بعد مقاله‌ای با عنوان «مقدمه‌ای بر مرثیه» نوشت.
با توجه به جو ملی‌گرایانه‌ای که پیش از جنگ چین و ژاپن بر جامعه حاکم شده بود، وضعیت روانی او رو به وخامت گذاشت. پس از تکمیل نقدی دربارهٔ رالف والدو امرسون با عنوان «امرسون»، در ۲۸ سپتامبر همان سال اقدام به خودکشی کرد، اما زنده ماند و در بیمارستان بستری شد.
در ژانویه ۱۸۹۴، پس از ترخیص از بیمارستان، به خانه‌اش بازگشت اما دیگر تا روز مرگ دست بر قلم نبرد. عصر روز ۱۶ مه سال ۱۸۹۴ در باغ خانه‌اش واقع در نزدیکی پارک شیبا در توکیو خود را حلق‌آویز کرد. مراسم خاکسپاری‌ این نویسنده در روز بعد از مرگش به سبک مسیحی برگزار شد.
در ۸ اکتبر ۱۸۹۴، مجموعه‌ای از دست‌نوشته‌های به جامانده از وی با عنوان «مجموعه توکوکو» توسط هوشینو تنچی و شیمازاکی توسون گردآوری و منتشر شد. در همان ماه، مقاله‌ای با عنوان «خواندن “مجموعه توکوکو”» نوشته کانکو چیکوسوی در نشریه «ادبیات واسدا» چاپ شد. در سال ۱۹۰۲، نسخه کامل آثار او با عنوان «مجموعه کامل آثار توکوکو» توسط هوشینو تنچی منتشر گردید. پس از جنگ جهانی دوم، در سال ۱۹۵۰، نسخه دیگری از آن با همان عنوان «مجموعه کامل آثار توکوکو» توسط کاتسوموتو سی‌ایچیرومنتشر شد.

## عقاید
در فوریه سال ۱۸۹۲ (سال ۲۵ میجی)، مقاله‌ای با عنوان «شاعر بدبین و زنان» را در مجله زنان منتشر کرد. در این مقاله، به بیان دیدگاه مدرن خود دربارهٔ عشق پرداخت. جمله آغازین این مقاله، «عشق، کلید اسرار زندگی است» تأثیر عمیقی بر نویسندگانی چون شیمازاکی توسون و کینوشیتا نائوئه گذاشت.
- سنگ یادبود ادبی کیتامورا توکوکو
- موزه ادبی اوداوارا، شهر اوداوارا

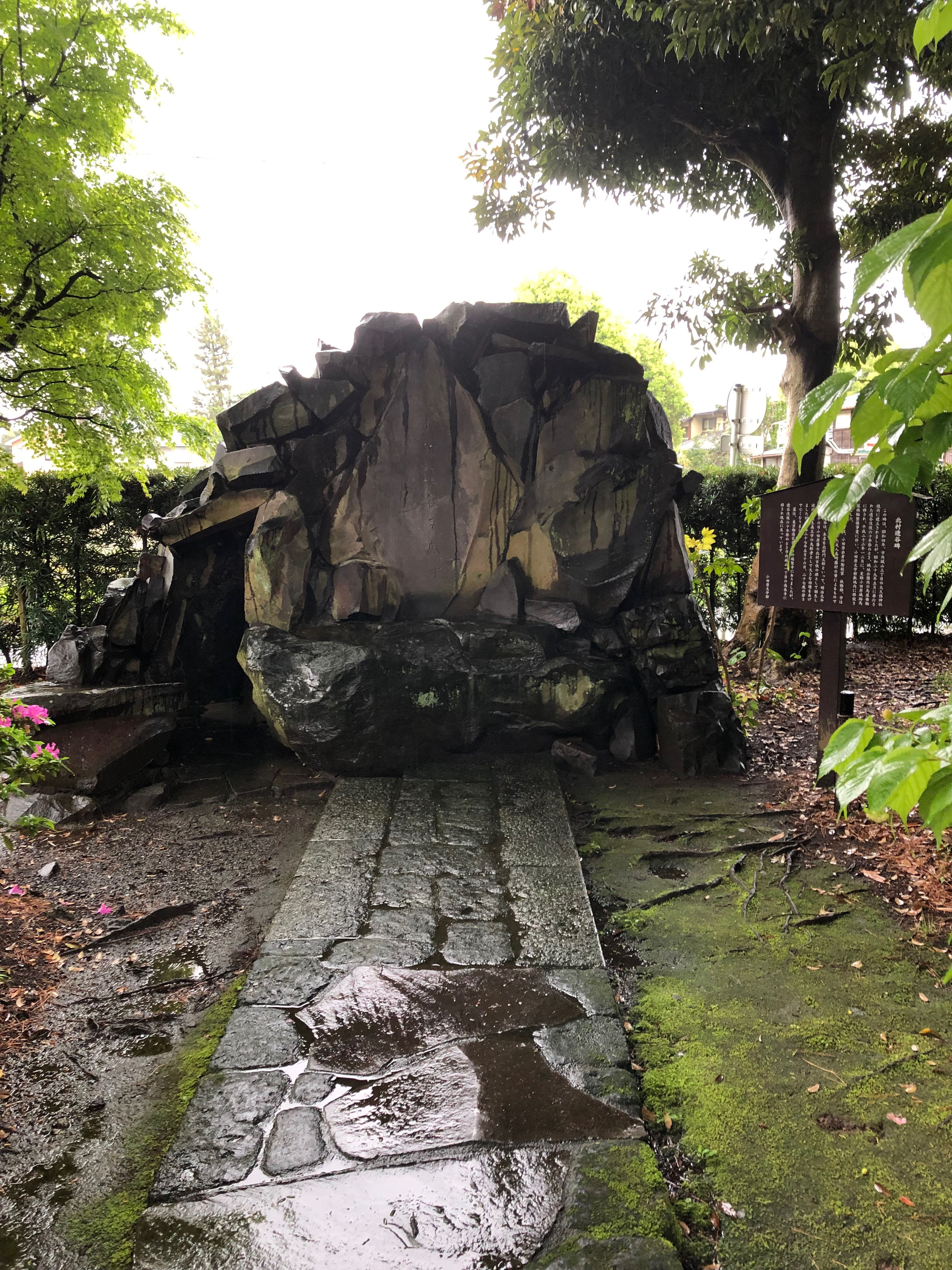

در سال ۱۸۹۳ (سال ۲۶ میجی)، در جریان بحث و جدل با یاماجی آیزان، احساس شکست خود در جنبش آزادی و همچنین نقدی بر خویش را مطرح کرد. در این راستا، نظریه‌ای با عنوان «نظریه حیات درونی» منتشر کرد که در آن بر آزادی و خوشبختی در زندگی درونی (جهان خیالی) بیش از حیات جسمانی تأکید داشت.
همچنین او بر این باور بود که تا آن زمان در زندگی‌اش عنصر «ایمان» و «عشق» وجود نداشته است. وی اعتقاد داشت که ایمان به مسیحیت می‌تواند فرد را حمایت کند. به‌علاوه عشق و محبت به دیگران باعث ایجاد پیوندی متقابل میان افراد شده و به پالایش روح کمک می‌کند.
آثار توکوکو نمایانگر دیدگاه مدرن او نسبت به عشق هستند. این آثار تحت تأثیر جورج گوردون بایرون و رالف والدو امرسون، افق‌های جدیدی از رمانتیسم با محوریت «آزادی انسانیت» را گشودند. همچنین موجب جهت‌گیری‌ ادبیات پس از خود که بر کاوش در روان‌شناسی و درونیات انسان تمرکز داشتند شدند. شیامازاکی توسون در آثار خود، از جمله «وقتی شکوفه‌های گیلاس می‌رسند» و «بهار» تصویری از شخصیت توکوکو را به تصویر کشیده است.

## آثار
| عنوان فارسی               | عنوان اصلی ژاپنی         | عنوان ژاپنی با روماجی                    | سال انتشار |
| ------------------------- | ------------------------ | ---------------------------------------- | ---------- |
| نغمه هورای                | 蓬莱曲                   | hourai kyoku                             | 1۸۹۱       |
| شاعر بدبین و زنان         | 厭世詩家と女性           | enseishiie to josei                      | 1۸۹۲       |
| بحث پیرامون عفت دوشیزگان  | 処女の純潔を論ず         | shojo no junketsu wo ronzu               | ۱۸۹۲       |
| بحث دربارهٔ تعامل با زندگی | 人生に相渉るとは何の謂ぞ | jinsei ni sou shou ru to wa nani no i zo | 1۸۹۳       |
| نظریه حیات درونی          | 内部生命論               | naibu seimei ron                         | 1۸۹۳       |
| ناسزاگویی                 | 漫罵                     | manba                                    | 1۸۹۳       |
| مقدمه‌ای بر مرثیه          | 哀詞序                   | aishi jo                                 | 1۸۹۳       |
| صدای همه موجودات و شاعر   | 万物の声と詩人           | banbutsu no koe to shijin                | 1۸۹۳       |

1. ↑  数寄屋橋
2. ↑  専門学校
3. ↑  石坂昌孝 Ishizaka Masataka
4. ↑  『楚囚之詩』
5. ↑  「厭世詩家と女性」
6. ↑  「文学界」
7. ↑  星野天知 Hoshino Tenchi
8. ↑  『人生に相渉るとは何の謂ぞ』
9. ↑  『内部生命論』
10. ↑  『漫罵』
11. ↑  高長寺
12. ↑  北村快蔵 Kitamura kaizō
13. ↑  垣穂 Kakiho
14. ↑  丸山古香 Maruyama koka
15. ↑  足柄上郡
16. ↑  弥左衛門町
17. ↑  大矢正夫 Oya Masao
18. ↑  秋山国三郎 Akiyama Kunisaburo
19. ↑  石坂公歴 Ishizaka Masatsugu
20. ↑  宮崎湖処子 Miyazaki Koshohi
21. ↑  大井憲太郎 Ōi Kentarō
22. ↑  普連土女学校
23. ↑  『蓬莱曲』 the drama of Mount Hourai
24. ↑  坪内逍遥 Tsubouchi Shōyō
25. ↑  『女学雑誌』
26. ↑  『平和』
27. ↑  「心機妙変を論ず」
28. ↑  山路愛山 Yamaji Aizan
29. ↑  「頼襄を論ず」
30. ↑  「哀詞序」
31. ↑  『エマルソン』
32. ↑  『透谷集』
33. ↑  「『透谷集』を読みて」
34. ↑  金子筑水 Kaneko Chikusui
35. ↑  『早稲田文学』
36. ↑  『透谷全集』
37. ↑  勝本清一郎 Katsumoto Seiichirō
38. ↑  木下尚江 Kinoshita Naoe
39. ↑  「人間性の自由」
40. ↑  『桜の実の熟する時』
41. ↑  『春』